# 美中文化协会
美中文化协会（英語：American Chinese Culture Association），簡稱ACCA，是美国洛杉矶的一个非营利组织。

## 历史
于2004年12月成立，以宣扬中华文化、促进美国中国文化交流为宗旨，会员以中国大陆移民为主，创办人为林旭、孙耀宁。
美中文化协会内有艺术团，每年在洛杉矶有二、三次公众演出。协会的腰鼓队出现在洛杉矶很多公众活动中，并曾被邀请前往凤凰城参加2005年Fiesta Bowl Parade （页面存档备份，存于）。协会每年出版刊物《美中文化》，并有一个活跃的网上论坛 （页面存档备份，存于），讨论各种各样的话题，包容不同的政治观点。
协会现任会长为林旭，副会长为孙耀宁。